# Попов, Владимир Фёдорович (хоккеист)
Владимир Фёдорович Попов (род. 3 марта 1953, Москва) — советский хоккеист, нападающий. Советский и российский тренер. Мастер спорта СССР международного класса. Заслуженный мастер спорта России. Заслуженный тренер России.

## Биография
В хоккей начал играть в Жуковском Московской области. В чемпионате СССР играл за армейские команды Москвы (1970/71 — 1978/79) и Ленинграда (1979/80 — 1982/83).
Участник последнего, восьмого матча серии игр между сборными СССР и Канады (ВХА) 1974 года. Участник первой серии встреч хоккеистов СССР и НХЛ на уровне клубных команд (1975—1976). Участник «суперсерий» 1977/78 и 1978/79.
В 1983—1988 годах — тренер СДЮШОР ЦСКА. В 1988—2005 годах — тренер ЦСКА. В 2005—2009 годах — тренер молодёжной сборной России. В 2009—2011 годах — старший тренер ЦСКА. С 2012 года — тренер-методист ЦСКА.
Главный тренер сборной России на зимней Универсиаде 2001 в Польше.

## Достижения игрока
- Обладатель Кубка Европы (3): 1972, 1973, 1974[2]
- Чемпион СССР (5): 1973, 1975, 1977, 1978, 1979.
- Серебряный призёр чемпионата СССР (2): 1974, 1976.
- Обладатель Кубка СССР (2): 1977, 1979.
- Финалист Кубка СССР: 1976
- Победитель Спартакиады Дружественных армий (Ленинград, СССР) (сборная Вооружённых сил СССР): 1975[3]

В чемпионатах страны провел более 300 матчей, забросил более 100 шайб.

## Достижения тренера
- Чемпион СССР: 1989.
- Обладатель Кубка европейских чемпионов: 1989, 1990.
- Обладатель Кубка Шпенглера: 1991.
- Серебряный призер чемпионата СССР: 1990, 1992.
- Чемпион СССР среди молодежных команд: 1987.
- Серебряный призер чемпионата мира среди молодёжных команд: 2006 (Канада), 2007 (Швеция).
- Бронзовый призер чемпионата мира среди молодёжных команд: 2008 (Чехия), 2009 (Канада).